# ماري هايز هوتون
ماري هايز هوتون (بالإنجليزية: Mary Hayes Houghton)‏ هي صحفية وكاتِبة أمريكية، ولدت في 26 مارس 1837 في Penfield Township, Lorain County, Ohio ‏ في الولايات المتحدة، وتوفيت في 12 نوفمبر 1921 في Wellington Township, Lorain County, Ohio ‏ في الولايات المتحدة.